# Защита от детей
Защита от детей — это предмет или действие, направленное на создание безопасной для ребёнка окружающей среды. Таким образом уровень риска снижается до приемлемого для общества в целом, отдельного учреждения или конкретных родителей. Защита от детей может включать в себя помещение ребёнка в безопасное для него пространство или недопущение попадания в опасное место/ситуацию. Обеспечение безопасности ребёнка может осуществляться как родителем, так и специально привлеченным персоналом. Обеспечение детской безопасности приобретает все большее значение теперь, когда родители имеют неограниченный доступ к информации о детском травматизме и широкому набору приспособлений для его профилактики. Внимание родителей к данной проблеме так велико, что даже отели и детские курорты предлагают так называемые специальные «детские» номера.

## Угроза электричества
Одной из наиболее распространенных проблем безопасности детей является возможность поражения электрическим током или получения серьезных травм от попадания в электрическую розетку постороннего предмета, например ключа или металлической скрепки. Многие защищающие ребёнка приспособления преграждают доступ к электрическим выходам. Это, например, такие простые устройства, как пластиковые заглушки разного вида, которые вставляются в каждую отдельную розетку. Однако они могут быть легко извлечены малышом, или родители могут забыть вставить их после использования розетки. Извлеченная заглушка для розетки и сама представляет угрозу, так как ребёнок может проглотить её. Другие устройства — это безопасные розетки с защитными шторками. В механизме установлены специальные шторки, которые закрывают отверстия, если в розетке нет вилки.
Правительство США выпустило специальную бесплатную брошюру для детей, где рассказывается о технике безопасности при использовании электричества.

## Угроза механических травм
Одним из наиболее распространенных методов защиты детей от травм является перемещение потенциально опасных предметов на более высокие уровни, недоступные для маленьких детей. Это могут быть мелкие предметы, которые представляют опасность удушения, острые предметы, которые могут ткнуть или порезать ребёнка, хрупкие предметы — такие, как стеклянные вазы и все, что является длинным и гибким, например, веревки и кабели. Если вы хотите получить лучшее понимание потенциальных опасностей внутри и снаружи вашего дома, спуститесь до уровня глаз вашего ребёнка, это позволит вам увидеть свой дом так, как видит его ваш ребёнок.
Детский манеж — это ещё одно устройство, которое обычно используется для защиты детей. Он ограничивает перемещение ребёнка во время отдыха или игры и позволяет несколько снизить уровень надзора за малышом во время его нахождения в манеже. Многие манежи переносные, что делает их очень удобными, когда родитель и ребёнок оказываются в помещении, не приспособленном для маленьких детей.
Детские ворота безопасности — это простая конструкция, которая служит барьером для ребёнка. Они ограждают его, защищая от опасных зон, предотвращают падения с лестницы, позволяют оставить входную дверь открытой, например для вентиляции.
Межкомнатные двери должны быть закрыты. Это поможет ограничить доступ ребёнка к таким зонам, как гаражи, подвалы, прачечные, домашние спортзалы, ванные комнаты, или любые другие потенциально опасные помещения. Существует много разных видов дверных защелок, с которыми ребёнку трудно справиться, и таким образом он не сможет самостоятельно открыть дверь. Ещё один тип замка, который можно легко установить в ящики для того чтобы предотвратить легкое открытие — блокиратор, который крепится на внутренней стороне ящика или шкафа.

## Доступ к воде
Утопление является основной причиной непреднамеренной гибели детей в возрасте от года до 4 лет в США, и большинство утоплений происходит в домашних бассейнах. Забор для бассейна — это защитный барьер, который полностью блокирует доступ ребёнка к бассейну Такой забор может быть как постоянным так и съемным. Такие ограждения обычно используются, чтобы повысить безопасность и предотвратить случайное падение в бассейн маленьких детей. Отсутствие ограждения бассейна может значительно увеличить риск утопления ребёнка. Внутри дома, ванная комната является местом повышенной опасности для ребёнка. Родители никогда не должны оставлять воду в ванне, так как даже небольшое количество стоячей воды может создать угрозу утопления для ребёнка, оставленного без присмотра.

## Доступ к химическим веществам
Большинство людей обычно хранит ряд потенциально опасных химических веществ, которые являются одной из наиболее распространенных причин случайного отравления детей, под раковинами на кухне и в ванной комнате или в прачечной. Самое правильное решение — переместить всю домашнюю химию в запираемый шкаф. Есть также ряд специальных защелок, которые уменьшают вероятность того, что маленький ребёнок сможет получить доступ к ядовитым веществам.

## Доступ к лекарствам
Сложная для маленьких детей упаковка применяется сейчас во многих лекарствах. Но тем не менее все лекарства всегда должны храниться вне детской досягаемости и в запертых шкафах.

## Пожарная безопасность
Для обеспечения пожарной безопасности необходимо чтобы дом был оборудован датчиками дыма на каждом этаже, внутри каждой спальной зоны. Дымовые пожарные сигнализации, которые связаны друг с другом, идеальны, потому что, если звучит один сигнал тревоги, сработают все остальные. Родители должны быть уверены в исправности в противопожарной сигнализации и своевременно менять батарейки в датчике. Все жители должны быть знакомы с планом пожарной эвакуации.
С 1994 года все одноразовые зажигалки, продаваемые в Австралии, Канаде, Новой Зеландии и США, должны иметь защиту от детей. В 2010 году Европейский Союз добавил такой же стандарт. Эти недорогие изменения привели к уменьшению количества пожаров и смертей среди несовершеннолетних.

## Правовые вопросы
Из-за ряда громких судебных дел в настоящее время многие производители выпускают товары со встроенными мерами безопасности, например замки, зажигалки, упаковки для лекарств устойчивые к воздействию детей. Комиссия по безопасности потребительских товаров США (U.S. Consumer Product Safety Commission) предприняла попытку повысить осведомленность населения об опасностях, за счет сообщения потребителям о потенциально опасных продуктах.